# Menétrux-en-Joux
Menétrux-en-Joux é uma comuna francesa na região administrativa de Borgonha-Franco-Condado, no departamento de Jura. Estende-se por uma área de 8,78 km². Em 2010 a comuna tinha 56 habitantes (densidade: 6,4 hab./km²).